# 海印大橋

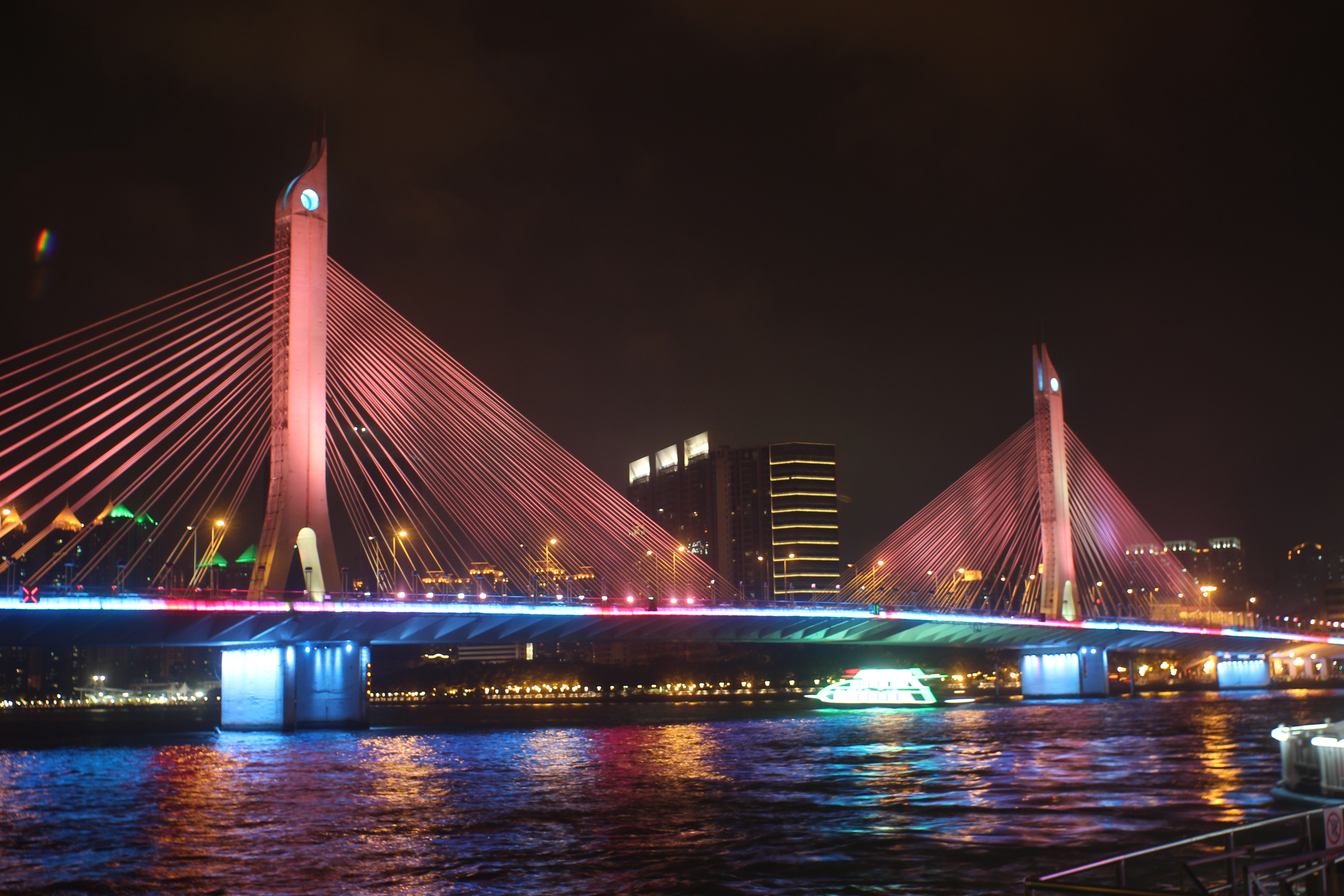
海印大桥夜景

海印大橋於1985年6月动工兴建，1988年12月通车。位於中华人民共和国广东省广州市大沙头，连接越秀区及海珠区，跨越珠江，全长约1130.75米，北接东湖路，南接东晓路，并建有引橋连接沿江路及滨江路，因海印石而得名。主橋長345米，宽35米，桥面为双向6车道，两傍更设有自行车道及人行路。海印大橋为一座双塔式斜拉橋，亦是广州市第一座斜拉橋，也是中国第一座双塔式单索面斜拉橋，橋塔高57.4米，呈倒转了的Y字，自從海印大橋取消收費，納入年票制度後，每天有許多車輛行经该桥。